# Bezzia kitaokai
Bezzia kitaokai är en tvåvingeart som beskrevs av Tokunaga 1963. Bezzia kitaokai ingår i släktet Bezzia och familjen svidknott. Inga underarter finns listade i Catalogue of Life.